# プレグナン
プレグナン(Pregnane)は、プロゲステロンの元になる化合物である。5α-プレグナンと5β-プレグナンに由来する2系統のステロイドの元となる。
5β-プレグナンは、プロゲステロン、プレグナンアルコール、ケトン、そしていくつかの副腎皮質ホルモンの元となり、これらは5β-プレグナンの代謝物質として、多くが尿中で見られる。

## プレグナン類
プレグナン類は、1位から21位に炭素原子を持つステロイドの誘導体である。

5α-プレグナン
5β-プレグナン

生物学的に重要なプレグナン誘導体の大部分は、プレグネン類とプレグナジエン類の2つの分類のどちらかに属する。もう1つの分類は、プレグナトリエン類である。

## プレグネン類
プレグネン類は、1つの二重結合を持つ。以下のようなものが含まれる。
- コルチゾン
- ヒドロコルチゾン
- プロゲステロン

## プレグナジエン類
プレグナジエン類は、2つの二重結合を持つ。以下のようなものが含まれる。
- シプロテロン酢酸
- ダナゾール
- フルオシノニド